# La civil

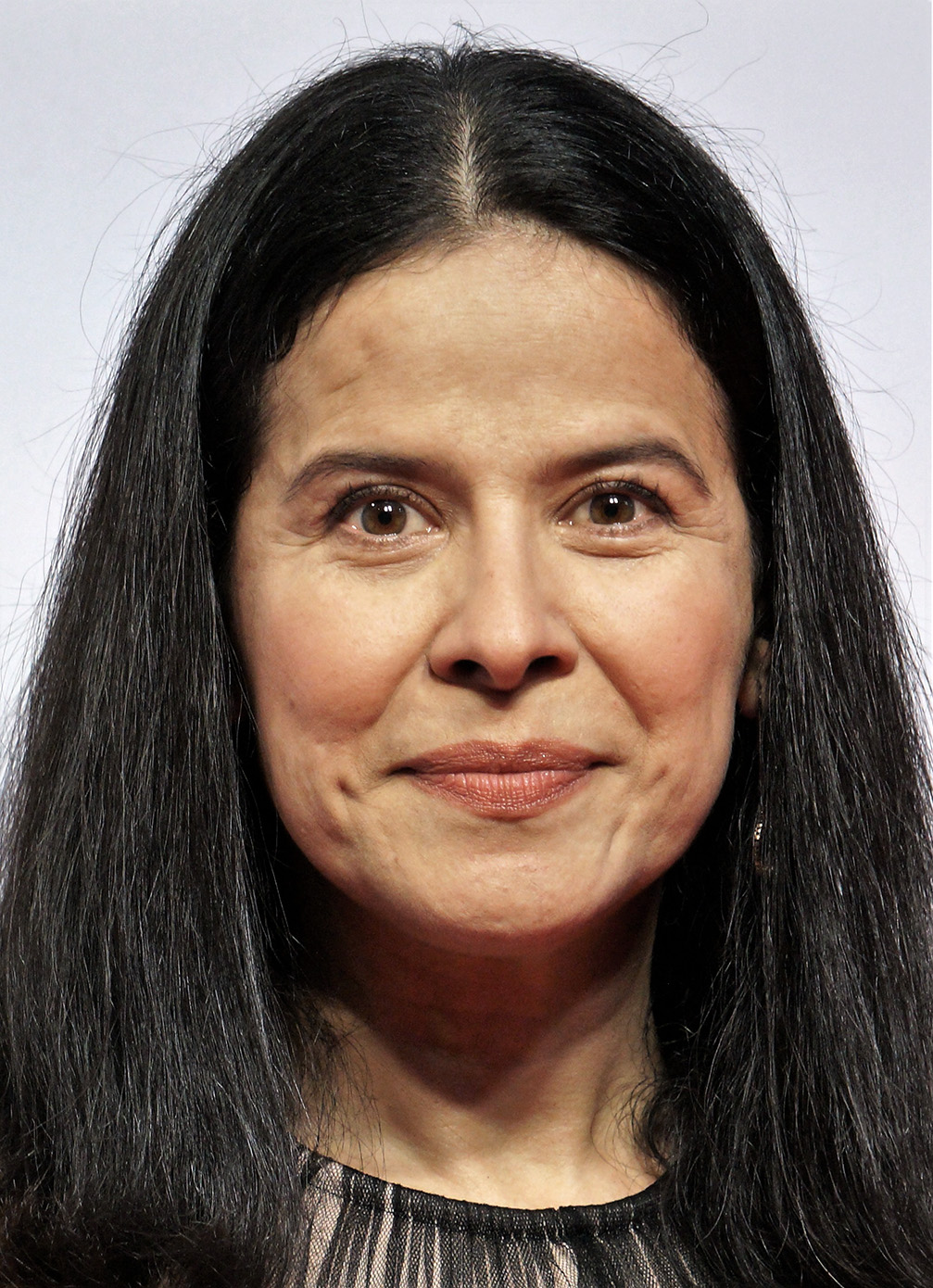
Arcelia Ramírez, protagonista de la pel·lícula.

La civil és una pel·lícula dramàtica de 2021, coproduïda entre Mèxic i Bèlgica, dirigida per Teodora Mihai.Està basada en la història de Miriam Rodríguez Martínez, activista mexicana per drets humans que, després de la desaparició de la seva filla en 2012, va començar una intensa cerca per a trobar-la. La seva producció es va realitzar a Nombre de Dios, Durango, durant la pandèmia de COVID-19, i és protagonitzada per Arcelia Ramírez, Álvaro Guerrero, i Juan Daniel García.
La pel·lícula va ser seleccionada al juny de per a competir en la secció Un certain regard del 74è Festival Internacional de Cinema de Canes. A Canes, va guanyar el Premi al Valor en la secció Un Certain Regard.En la 65a edició dels Premis Ariel, va rebre 9 nominacions, incloent-hi Millor Pel·lícula, Millor Actriu i Millor Actor. Finalment va obtenir només el de mllor actriu per Arcelia Ramírez

## Argument
La civil narra la història de Cielo, una mare a la recerca de la seva filla segrestada per un càrtel al nord de Mèxic. Amb les autoritats negant-se a acudir en la seva ajuda, Cielo decideix prendre decideix continuar la recerca pel seu compte. Es guanya la confiança de Lamarque, un soldat no convencional desplegat a la regió. Accepta ajudar-la en la seva cerca, ja que la informació de Cielo pot ser útil per a les seves pròpies operacions. La seva col·laboració arrossegarà a Cielo a una terrible espiral de violència.

## Repartiment
- Arcelia Ramírez com Cielo.
- Álvaro Guerrero com Gustavo.
- Daniel García com El Puma.
- Eligio Meléndez com Quique.
- Jorge A. Jiménez com Tinent Lamarque.
- Mónica del Carmen com Senyora de la tenda.
- Ayelén Muzo com Tinent Robles.
- Manuel Villegas com Lisandro
- Mercedes Hernández com Mamà del Puma.
- Alessandra Goñi Bucio com Comandant Inez.
- Alicia Candelas com Meche.
- Claudia Goytia com Maquillista de la morgue.
- Alicia Laguna com Laura.
- Moisés Quiñones com “Noi tatuat”
- Alejandra Castañeda com “Noia jove”

## Recepció
A l'agregador de ressenyes Rotten Tomatoes, la pel·lícula té una puntuació d'aprovació del 86% basada en 28 ressenyes, amb una puntuació mitjana de 7,6/10
Cath Clarke de The Guardian va anomenar la pel·lícula un "malson brillantment realista que es manté creïble fins al final", mentre que Manuel Betancourt de Variety la va qualificar com "un drama implacable sobre el cicle interminable de violència al Nord de Mèxic".
A Salon.com, Gary M. Kramer va escriure "[la pel·lícula és un] retrat autèntic d'aquest món perillós".

## Premis i nominacions
| Premi                                      | Categoria                                                  | Nominacions                                                   | Resultat  |
| ------------------------------------------ | ---------------------------------------------------------- | ------------------------------------------------------------- | --------- |
| Festival de Cinema Iberoamericà de Huelva  | Millor Interpretació                                       | Arcelia Ramírez                                               | Guanyador |
| Festival de Cinema d'Hamburg               | Premi a Pel·lícula Política de la Fundació Friedrich Ebert | La civil                                                      | Guanyador |
| Festival Internacional de Cinema de Tòquio | Gran Premi de Tòquio                                       | La civil                                                      | Nominat   |
| Festival Internacional de Cinema de Tòquio | Premi Especial del Jurat                                   | La civil                                                      | Guanyador |
| FEST New Directors New Films Festival      | Linx d'Or a Millor Pel·lícula                              | La civil                                                      | Guanyador |
| Festival de Cinema de Jerusalem            | Spirit for Freedom Award Millor Pel·lícula                 | La civil                                                      | Nominat   |
| Festival Internacional de Cinema de Canes  | Premi Un Certain Regard                                    | La civil                                                      | Nominat   |
| Festival Internacional de Cinema de Canes  | Caméra d'Or                                                | La civil                                                      | Nominat   |
| Festival Internacional de Cinema de Canes  | Un Certain Regard - Premi de Coratge                       | La civil                                                      | Nominat   |
| Premis Magritte                            | Millor Film Belga                                          | La civil                                                      | Guanyador |
| Festival de Cinema de Glasgow              | Premi de l'Audiència                                       | La civil                                                      | Nominat   |
| Festival de Cinema d'Ostende               | Millor Edició                                              | Alain Dessauvage                                              | Nominat   |
| Premis Ariel                               | Millor Pel·lícula                                          | La civil                                                      | Nominat   |
| Premis Ariel                               | Millor Actuació Femenina                                   | Arcelia Ramírez                                               | Guanyador |
| Premis Ariel                               | Millor Actuació Masculina                                  | Álvaro Guerrero                                               | Nominat   |
| Premis Ariel                               | Millor Co-actuació Masculina                               | Jorge A. Jiménez                                              | Nominat   |
| Premis Ariel                               | Millor Co-actuació Masculina                               | Juan Daniel García Treviño                                    | Nominat   |
| Premis Ariel                               | Millor Edició                                              | Alain Dessauvage                                              | Nominat   |
| Premis Ariel                               | Millor Guió Cinematogràfic Original                        | Habacuc Antonio de Rosario Teodora Mihai                      | Nominat   |
| Premis Ariel                               | Millor Maquillatge                                         | Alfredo García                                                | Nominat   |
| Premis Ariel                               | Millor So                                                  | Jean-Stephane Garbe Federico González Jordán Valérie Le Docte | Nominat   |
| Premis Canacine                            | Millor Actriu                                              | Arcelia Ramírez                                               | Guanyador |
| Premis Canacine                            | Millor Pel·lícula                                          | La civil                                                      | Nominat   |
| Diosas de Plata                            | Millor Pel·lícula                                          | La civil                                                      | Nominat   |
| Diosas de Plata                            | Millor Direcció                                            | Teodora Mihai                                                 | Nominat   |
| Diosas de Plata                            | Millor Actriu                                              | Arcelia Ramírez                                               | Nominat   |
| Diosas de Plata                            | Millor Actor                                               | Álvaro Guerrero                                               | Nominat   |
| Diosas de Plata                            | Millor Paper de Quadre Masculí                             | Juan Daniel García Treviño                                    | Guanyador |
| Diosas de Plata                            | Millor Paper de Quadre Femení                              | Vanesa Burciaga                                               | Nominat   |
| Diosas de Plata                            | Millor Guió                                                | Habacuc Antonio de Rosario Teodora Mihai                      | Guanyador |